# Hexacontàedre trapezoïdal
En geometria, l'hexacontàedre trapezoïdal és un dels tretze políedres de Catalan, dual del petit rombi-cosidodecàedre.
La seva forma és similar a la del dodecàedre però cada una de les seves 12 cares s'ha dividit en 5 trapezoïdes que s'estenen lleugerament cap a l'exterior.
Les seves 60 cares són trapezoides. És l'únic políedre de Catalan que no admet un camí hamiltonià entre els seus vèrtex.

## Àrea i volum
Si es parteix d'un petit rombi-cosidodecàedre d'arestes de longitud a, l'hexacontàedre trapezoïdal que n'és el dual té arestes de longituds:
{\displaystyle {\begin{aligned}&a_{1}=\left[{\frac {1}{11}}{\sqrt {5\left(85-31{\sqrt {5}}\right)}}\right]a\\&a_{2}=\left[{\frac {1}{3}}{\sqrt {25-5{\sqrt {5}}}}\right]a\\\end{aligned}}}
i l'àrea de la seva superfície i el seu volum es poden calcular com:
{\displaystyle {\begin{aligned}&S=\left[{\frac {100}{11}}{\sqrt {79-16{\sqrt {5}}}}\right]a^{2}\\&V={\frac {1}{33}}\left(500+400{\sqrt {5}}\right)a^{3}\\\end{aligned}}}

## Desenvolupament pla

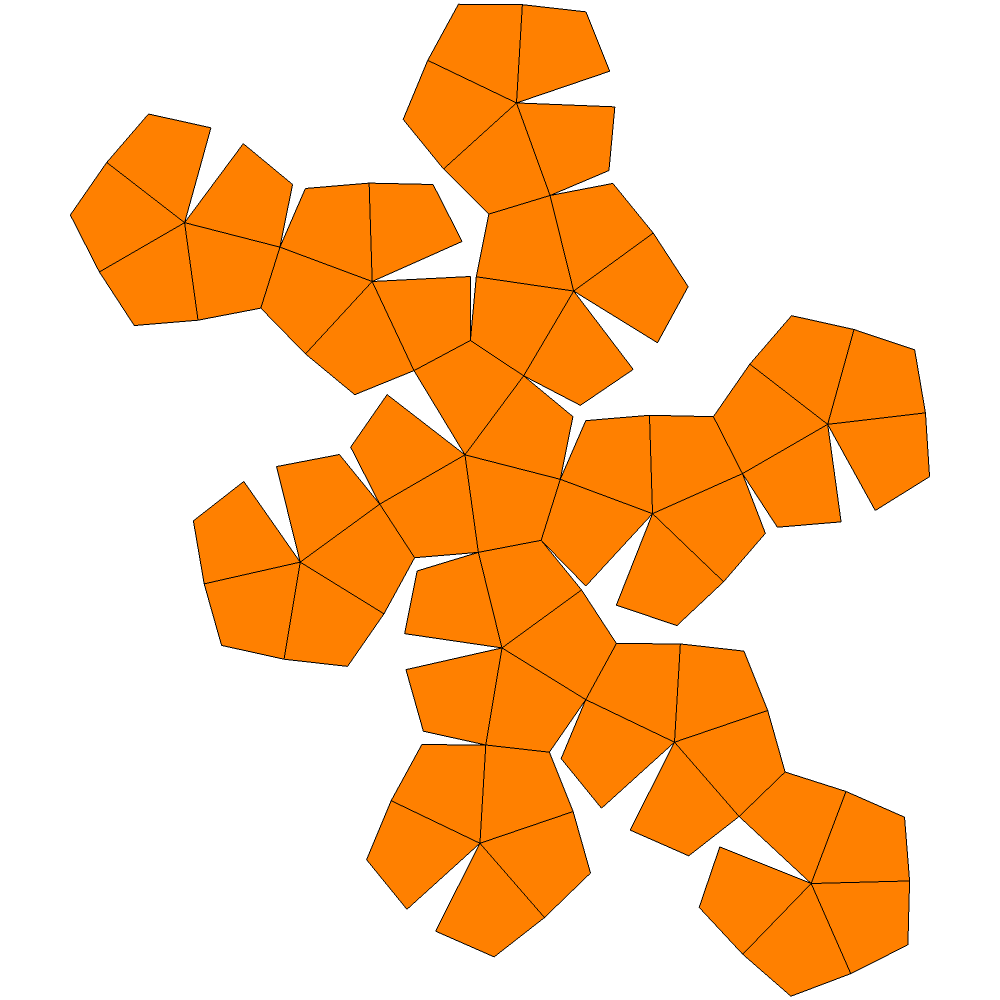
Desenvolupament pla de l'hexacontàedre trapezoïdal

## Simetries
El grup de simetria de l'hexacontàedre trapezoïdal té 120 elements, és el grup icosàedric Ih. És el mateix grup de simetria que el del icosàedre, el dodecàedre i el icosidodecàedre.